# R v Gibson
R v Gibson and another [1991] 1 All ER 439, [1990] 2 QB 619, [1990] 3 WLR 595, [1990] Crim LR 738, 91 Cr App Rep 341, 155 JP 126 ist eine Entscheidung der Criminal Division des Court of Appeal aus dem Jahre 1991. Der kanadische Künstler Rick Gibson wurde darin wegen outraging public decency angeklagt, weil er im Dezember 1987 in der Londoner Young Unknowns Gallery des mitangeklagten Galeristen Peter Sylveire gefriergetrocknete Föten als Ohrringe an einem Model zeigen ließ. Problematisch war, dass das genannte Delikt nicht nach statute law, sondern nur nach common law existierte und die überlieferten Entscheidungen nur spärlich waren. Das Gericht hielt die Verurteilung aufrecht, da es die Existenz einer solchen Straftat nach common law für erwiesen hielt.